# Landkreis Schmalkalden-Meiningen

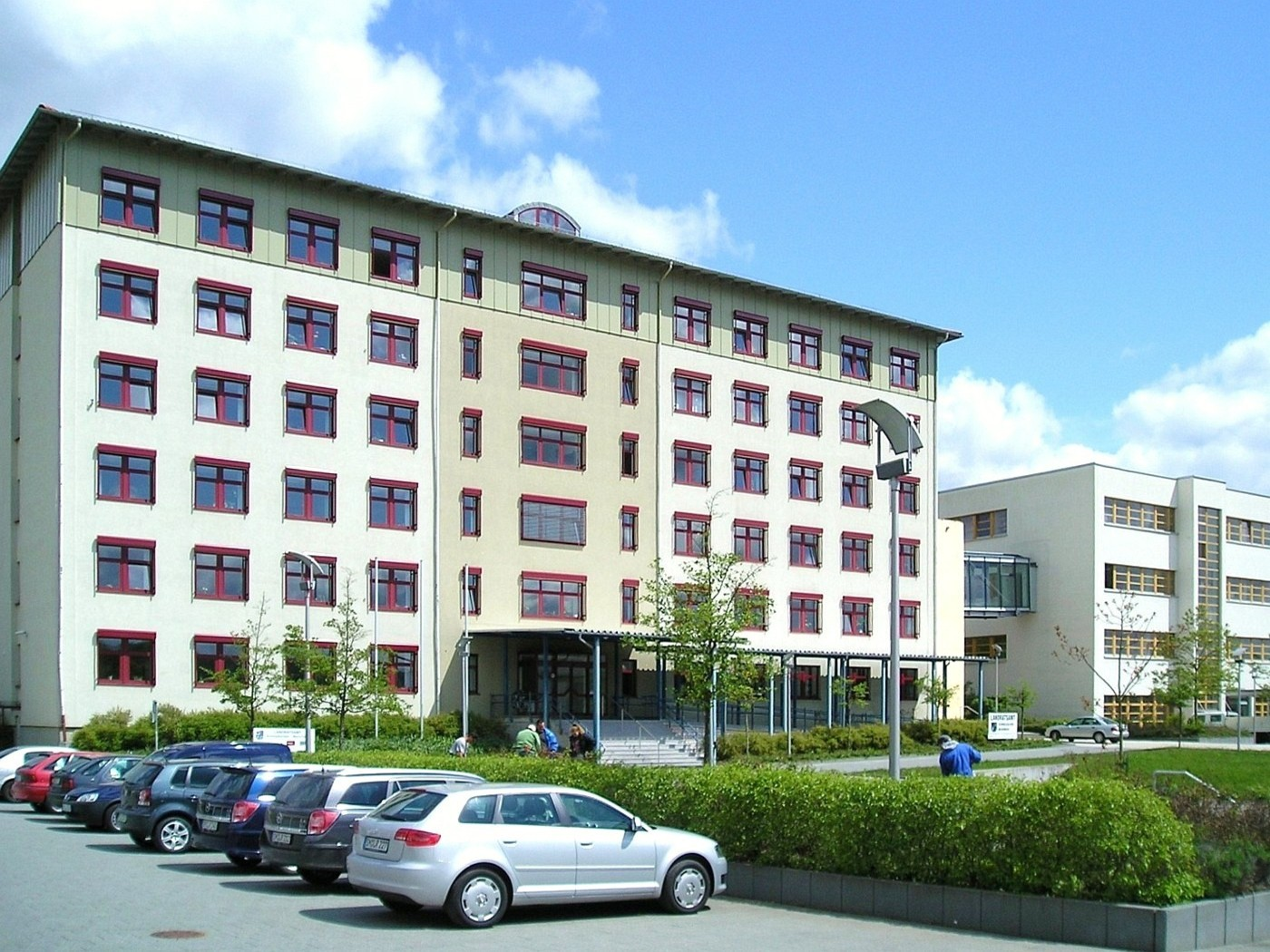
Landratsamt Meinigen

Landkreis Schmalkalden-Meiningen is een Landkreis in de Duitse deelstaat Thüringen. De Landkreis telt 124.241 inwoners (31 december 2020) op een oppervlakte van 1.210,14 km². Kreisstadt is de stad Meiningen.

## Geschiedenis
De Landkreis ontstond in 1994 door het samenvoegen van de Landkreise Meiningen, Schmalkalden en delen van Suhl.

## Steden en gemeenten
De volgende steden liggen in Schmalkalden-Meiningen:
| Steden 1. Brotterode-Trusetal 2. Meiningen vervullende gemeente voor 2 3. Oberhof 4. Schmalkalden 5. Steinbach-Hallenberg 6. Zella-Mehlis | Gemeenten 1. Benshausen 2. Breitungen/Werra, vervullende gemeente voor: 1. Fambach 2. Rosa 3. Roßdorf 3. Floh-Seligenthal 4. Grabfeld 5. Henneberg 6. Rhönblick (stad Meiningen 2) 7. Rippershausen (stad Meiningen 2) 8. Stepfershausen (stad Meiningen 2) 9. Sülzfeld (stad Meiningen 2) 10. Untermaßfeld (stad Meiningen 2) |

Verwaltungsgemeinschaften
| - 1. Verwaltungsgemeinschaft Dolmar-Salzbrücke 1. Belrieth 2. Christes 3. Dillstädt 4. Einhausen 5. Ellingshausen 6. Kühndorf 7. Leutersdorf 8. Neubrunn 9. Obermaßfeld-Grimmenthal 10. Ritschenhausen 11. Rohr 12. Schwarza * 13. Utendorf 14. Vachdorf 15. Wölfershausen - 2. Verwaltungsgemeinschaft Haselgrund 1. Altersbach 2. Bermbach 3. Oberschönau 4. Rotterode 5. Springstille 6. Unterschönau 7. Viernau * | - 3. Verwaltungsgemeinschaft Hohe Rhön 1. Aschenhausen 2. Birx 3. Erbenhausen 4. Frankenheim/Rhön 5. Kaltensundheim * 6. Kaltenwestheim 7. Melpers 8. Oberkatz 9. Oberweid 10. Unterweid - 4. Verwaltungsgemeinschaft Wasungen-Amt Sand 1. Friedelshausen 2. Hümpfershausen 3. Mehmels 4. Metzels 5. Oepfershausen 6. Schwallungen 7. Unterkatz 8. Wahns 9. Wallbach 10. Walldorf 11. Wasungen, stad * |

## Demografie
| Peildatum             | 31.12.2009 | 31.12.2010 | 31.12.2011 | 31.12.2012 | 31.12.2013 | 31.12.2014 | 31.12.2015 | 31.12.2016 | 31.12.2017 | 31.12.2018 |            |
| --------------------- | ---------- | ---------- | ---------- | ---------- | ---------- | ---------- | ---------- | ---------- | ---------- | ---------- | ---------- |
| Inwoners              | 131.312    | 129.982    | 127.042    | 126.208    | 125.574    | 125.056    | 124.623    | 123.506    | 122.952    | 122.347    |            |
| Buitenlanders         | 1.658      | 1.776      | 1.305      | 1.470      | 1.729      | 2.284      | 3.162      | 3.362      | 3.956      | 4.498      |            |
| Aandeel buitenlanders | 1,3%       | 1,4%       | 1,0%       | 1,2%       | 1,4%       | 1,8%       | 2,5%       | 2,7%       | 3,2%       | 3,7%       |            |
| Peildatum             | 31.12.1998 | 31.12.1999 | 31.12.2000 | 31.12.2001 | 31.12.2002 | 31.12.2003 | 31.12.2004 | 31.12.2005 | 31.12.2006 | 31.12.2007 | 31.12.2008 |
| Inwoners              | 145.190    | 144.546    | 143.702    | 142.488    | 141.055    | 139.637    | 138.642    | 137.267    | 135.805    | 134.262    | 132.780    |
| Buitenlanders         | 1.161      | 1.525      | 1.641      | 1.775      | 1.692      | 1.792      | 1.835      | 1.675      | 1.702      | 1.695      | 1.658      |
| Aandeel buitenlanders | 0,8%       | 1,1%       | 1,1%       | 1,2%       | 1,2%       | 1,3%       | 1,3%       | 1,2%       | 1,3%       | 1,3%       | 1,2%       |

Aschenhausen ·
Belrieth ·
Birx ·
Breitungen/Werra ·
Brotterode-Trusetal ·
Christes ·
Dillstädt ·
Einhausen ·
Ellingshausen ·
Erbenhausen ·
Fambach ·
Floh-Seligenthal ·
Frankenheim/Rhön ·
Friedelshausen ·
Grabfeld ·
Kaltensundheim ·
Kaltenwestheim ·
Kühndorf ·
Leutersdorf ·
Mehmels ·
Meiningen ·
Melpers ·
Neubrunn ·
Oberhof ·
Oberkatz ·
Obermaßfeld-Grimmenthal ·
Oberweid ·
Rhönblick ·
Rippershausen ·
Ritschenhausen ·
Rohr ·
Rosa ·
Roßdorf ·
Schmalkalden ·
Schwallungen ·
Schwarza ·
Steinbach-Hallenberg ·
Stepfershausen ·
Sülzfeld ·
Untermaßfeld ·
Unterweid ·
Utendorf ·
Vachdorf ·
Wasungen ·
Zella-Mehlis

Verwaltungsgemeinschaften: Dolmar-Salzbrücke · Hohe Rhön · Wasungen-Amt Sand